# Carlos Ponce
Carlos Ponce (Santurce, San Juan, 4 de septiembre de 1972) es un actor, cantante, compositor, productor y presentador puertorriqueño de padres cubanos. Reside entre Miami (Florida) y Los Ángeles (California), en Estados Unidos.

## Primeros años
Nació en Santurce, el barrio más poblado de San Juan, capital de Puerto Rico. Sus padres, Carlos Ponce y Esther Freyre, emigraron de Cuba después de la Revolución Cubana liderada por Fidel Castro. Después de su nacimiento, la familia se mudó a Humacao, donde la familia Ponce se instaló. Cuando era niño, participaba activamente en las obras de teatro de su escuela y en el hogar a menudo montaba espectáculos para toda la familia en donde cantaba canciones para todo el público. «Carlitos», como se le conoce en Puerto Rico, comenzó a aparecer en anuncios de televisión a la edad de seis años. Asistió a la escuela secundaria en Humacao y fue miembro del club de teatro de la escuela.
En 1986, la familia Ponce se traslada a Miami, Florida, y Ponce siguió participando en las producciones de teatros de su escuela. Fue nombrado el mejor actor estudiante de la región sur de Estados Unidos.
En 1990, Ponce participó en la Conferencia del Sureste de Teatro y compitió por la oportunidad de ganar una beca, la cual consiguió. Esta le permitió matricularse en la Escuela del Conservatorio de Artes Nuevo Mundo. Sin embargo, la cadena de televisión Univisión le ofreció a Ponce la oportunidad de participar en un show de televisión llamado «Hablando».  Este fue su debut en la televisión y después de esto abandonó los estudios universitarios.

## Carrera actoral
Tras el final del show de televisión «Hablando», Ponce fue a México a visitar a un amigo. Mientras estuvo allí, visitó la cadena de televisión Televisa. El actor se reunió con el director de talento de Televisa y obtuvo su primer papel en televisión en la telenovela Guadalupe, junto a los actores Adela Noriega y Eduardo Yáñez. Luego participó en otra telenovela para Televisa, Sentimientos ajenos, en la que interpretó el personaje principal. Ponce también cantó el tema principal de la producción. Recibió el premio «Actor revelación» por la revista Eres y fue nombrado como «Mejor actor» por la revista TV y Novelas (ambas revistas mexicanas).
Entre las producciones, Ponce regresó a Miami y Univisión lo contrató como el anfitrión de un nuevo show de televisión, titulado «Control». Participó en este programa durante tres años y ganó un «Premio ACE».
En 2003, Ponce se unió a «Entertainment Tonight» como corresponsal. También recibió una noche de honor en «Event Entertainment - Celebrity Weddings Unveiled», un especial de horario estelar de CBS. Ponce fue conductor del certamen de Miss Universo de 2006, en Los Ángeles, con Shandi Finnessey, Nancy O'Dell y Carson Kressley. En 2007, obtuvo un papel protagónico en la telenovela «Dame chocolate» junto a Génesis Rodríguez y Karla Monroig. Luego protagonizó la telenovela «Perro amor», de la cadena de televisión de habla hispana Telemundo.
Ponce se interpretó a sí mismo en la película Chasing Papi, junto a sus compatriotas puertorriqueños Roselyn Sánchez, Lisa Vidal, Walter Mercado, la actriz colombiana Sofía Vergara, y la cantante de pop latino Jaci Velásquez. Después de esta experiencia, se fue a Nueva Zelanda, donde participó en la película independiente Meet Me in Miami.
Ponce apareció brevemente en la película «Deuce Bigalow: European Gigolo». En 2006, Ponce prestó su voz a la polémica grabación de la versión en español del himno de Estados Unidos, The Star-Spangled Banner, titulado Nuestro Himno, junto a Wyclef Jean, Gloria Trevi y Olga Tañón. También aparece en la película Just My Luck, con Lindsay Lohan, Chris Pine y McFly.
En 2009 interpretó el papel de Salvadore, un instructor de yoga sexy, en la cinta de comedia Couples Retreat.
En 2013, el actor vuelve a las pantallas chicas con la telenovela Santa diabla, en la cual es el antagonista principal, actuando junto a Gaby Espino, Aarón Díaz y su exnovia Ximena Duque. Además, interpretó el tema musical de la telenovela, junto a Aarón Díaz.
En 2016 protagonizó la telenovela Silvana sin lana. En octubre de ese año, firma contrato de exclusividad con la cadena Telemundo.
En 2021 protagoniza la tercera temporada de Luis Miguel: la serie, de Netflix, en el papel de Miguel Alemán Magnani.

## Carrera musical
En 1998, Emilio Estefan Jr. y Kike Santander firmaron con Ponce un contrato de grabación. Su primer álbum se tituló «Carlos Ponce», e incluyó tres de sus propias composiciones. El álbum alcanzó el puesto #1 en los Billboard Latinos durante nueve semanas en la comunidad hispana de los Estados Unidos. También alcanzó el puesto #1 en América Central y América del Sur. El disco fue galardonado con un Premio Doble Platino por las ventas que generó.
Este mismo álbum llegó al lugar número uno tres veces en los  Billboard Hot Latin Tracks, con sus sencillos "Rezo" y "Decir Adiós".

## Filmografía

### Cine y televisión
| Año       | Título                              | Rol                                      | Notas                     |
| --------- | ----------------------------------- | ---------------------------------------- | ------------------------- |
| 1993-1994 | Guadalupe                           | Willy                                    |                           |
| 1996      | Sentimientos ajenos                 | Renato Aramendia                         |                           |
| 1998      | Beverly Hills, 90210                | Tom Savin                                |                           |
| 1998      | 7th Heaven                          | Carlos Rivera                            |                           |
| 2001      | Sin pecado concebido                | Adrián Martorel Ibáñez                   |                           |
| 2002      | Protagonistas de la Música - USA    | Él mismo                                 | Anfitrión                 |
| 2003      | Ángel de la guarda                  | Gustavo Almansa                          |                           |
| 2004-2007 | Maya & Miguel                       | Santiago Santos                          |                           |
| 2007      | Dame chocolate                      | Bruce Remington                          |                           |
| 2009      | Solo para parejas                   | Salvatore                                |                           |
| 2010      | Perro amor                          | Antonio "El Perro" Brando                |                           |
| 2011-2012 | Dos Hogares                         | Santiago Ballesteros Ortiz               |                           |
| 2012      | La Voz Colombia                     | Él mismo                                 | Presentador (Temporada 1) |
| 2013-2014 | Santa diabla                        | Humberto Cano                            |                           |
| 2016-2017 | Silvana sin lana                    | Manuel Gallardo                          |                           |
| 2020      | La doña 2                           | León Contreras                           |                           |
| 2020      | Julie and the Phantoms              | Ray Molina                               |                           |
| 2021      | La suerte de Loli                   | Armando                                  |                           |
| 2021      | Luis Miguel: la serie               | Miguel Alemán Magnani                    |                           |
| 2021      | La venganza de las Juanas           | Simón Marroquín                          |                           |
| 2021      | ¿Quién es la máscara?               | Búho                                     | Concursante (Temporada 3) |
| 2021      | Por Amor o Por Dinero               | Él mismo                                 | Presentador               |
| 2022-2023 | Amores que engañan                  | Jorge, ep: vientre en alquiler / Ricardo | 2 episodios               |
| 2023      | Enamorándonos: La Isla              | Él mismo                                 | Presentador               |
| 2023      | Amor en Navidad: Mi amor de Navidad | Lucas                                    | Película de TV            |
| 2025      | Velvet: el nuevo imperio            | Esteban Márquez                          |                           |

## Audiolibros
| Año  | Título       | Rol                  |
| ---- | ------------ | -------------------- |
| 2019 | Harry Potter | Todos los personajes |

## Discografía
Álbumes de estudio
- 1998: Carlos Ponce
- 1999: Todo lo que soy
- 2002: Ponce
- 2003: La historia

Álbumes recopilatorios
- 2005: Celebrando 15 años

Sencillos para telenovela
- 2001: «Sin pecado concebido» (con Joel Someillán)
- 2002-2003: «La venganza»
- 2007: «Dame chocolate»
- 2010: «Perro amor»
- 2011: «Rendirme en tu amor» (con Anahí)
- 2012: «Me llevas»
- 2013: «Santa diabla» (con Aarón Díaz)
- 2016: «Que bonito es lo bonito»

## Vida personal
Ponce se casó con su novia de la secundaria, Verónica Rubio (que también es la hermana del actual senador de los Estados Unidos Marco Rubio). Ellos residían en Miami, Florida, con sus cuatro hijos, Giancarlo (nacido en 1999), Sebastián (nacido en 2001), y las gemelas Savannah y Sienna (nacidas en 2002). En 2010, la pareja se divorció. Desde el año 2010 hasta el año 2016, fue novio de la actriz colombiana Ximena Duque.
En el 2018 conoció a la presentadora de El gordo y la flaca de Univision Karina Banda y es su actual esposa, se casaron en el 2020.

## Premios y nominaciones
| Año  | Premiación         | Categoría                            | Trabajo nominado                  | Resultados |
| ---- | ------------------ | ------------------------------------ | --------------------------------- | ---------- |
| 1997 | Premios TVyNovelas | Mejor revelación masculina           | Sentimientos ajenos               | Ganador    |
| 1999 | Premio Lo Nuestro  | Mejor nuevo artista pop del año      | Carlos Ponce                      | Ganador    |
| 1999 | Premio Lo Nuestro  | Mejor video del año                  | «Rezo»                            | Nominado   |
| 2010 | People en Español  | Mejor crossover                      | Couples Retreat                   | Ganador    |
| 2012 | Premios TVyNovelas | Mejor tema musical                   | «Rendirme en tu amor» (Con Anahí) | Nominado   |
| 2012 | Premios Juventud   | ¡Está buenísimo!                     | Carlos Ponce                      | Nominado   |
| 2013 | People en Español  | Mejor villano                        | Santa diabla                      | Nominado   |
| 2014 | Premios Tu Mundo   | El malo más bueno                    | Santa diabla                      | Ganador    |
| 2014 | Premios Tu Mundo   | La pareja perfecta (con Gaby Espino) | Santa diabla                      | Ganador    |
| 2014 | Premios Tu Mundo   | ¡Qué papacito!                       | Carlos Ponce                      | Nominado   |